# Louis André Alengry
Pour les articles homonymes, voir Alengry.
Louis André Alengry est un homme politique français né le 5 février 1786 à Cazouls-lès-Béziers (Hérault) et mort le 12 mai 1860 à Narbonne (Aude).

## Biographie
Militaire de carrière, il quitte l'armée avec le grade de chef de bataillon et devient commandant de la garde nationale de l'Aude. Il est député de l'Aude de 1849 à 1860, siégeant à droite puis dans la majorité soutenant le Second Empire. Il était maire de Narbonne et conseiller général.

## Sources
- Ressources relatives à la vie publique :   - base Léonore
  - Base Sycomore
- Notices d'autorité :   - VIAF
  - BnF (données)
- « Louis André Alengry », dans Adolphe Robert et Gaston Cougny, Dictionnaire des parlementaires français, Edgar Bourloton, 1889-1891 [détail de l’édition]